# Ткань крэш
Крэш (англ. Crush) (кринкл) — жатая ткань. Её особенность — долговечные складки, морщины и заломы, которые создаются на ткани благодаря длительному воздействию пресса. Для изготовления ткани-крэш используют тонкие или синтетические материалы, поскольку именно на таких тканях заломы держатся долго и не распрямляются.
Ткань-крэш удобна в использовании — она легко стирается и не требует глажки. Однако, чтобы сохранить помятость в нужном виде, после стирки необходимо скручивать ткань. Лучше всего хранить вещи из такой ткани в скрученном, а затем связанном в узел виде.

##### Производство в домашних условиях
Крэшированную ткань можно сделать в домашних условиях. Способ:
- Намочить ткань в прохладной воде, выжать.
- Скрутить ткань в плотный жгут, закручивая края в противоположных направлениях.
- Скручивать жгут, пока он не превратится в тугую спираль.
- Собрать из спирали шар и закрепить его верёвкой.
- Поместить скрученную ткань в микроволновую печь.
- Запускать печь 5 раз по 4 минуты на минимальной мощности, делая перерывы между запусками 4 минуты.
- Досушить ткань в стиральной машине, предварительно положив её в нейлоновый мешочек. Лучше всего сушить в машинке вместе с махровыми полотенцами.
- После сушки развязать и расправить ткань.

Таким образом можно делать крэш на полусинтетических тканях. Ткани натуральные, например, такие как лен, не нуждаются в применении микроволновой печи — достаточно высушить одежду изо льна в скрученном жгутом виде.